# Ловернь, Бартелеми
Бартелеми Ловернь (фр. Barthélemy Lauvergne; 4 июля 1805, Тулон — 1871, Карсес) — французский живописец-маринист, участник и иллюстратор поисковой операции по обнаружению экспедиции Лаперуза.

## Биография

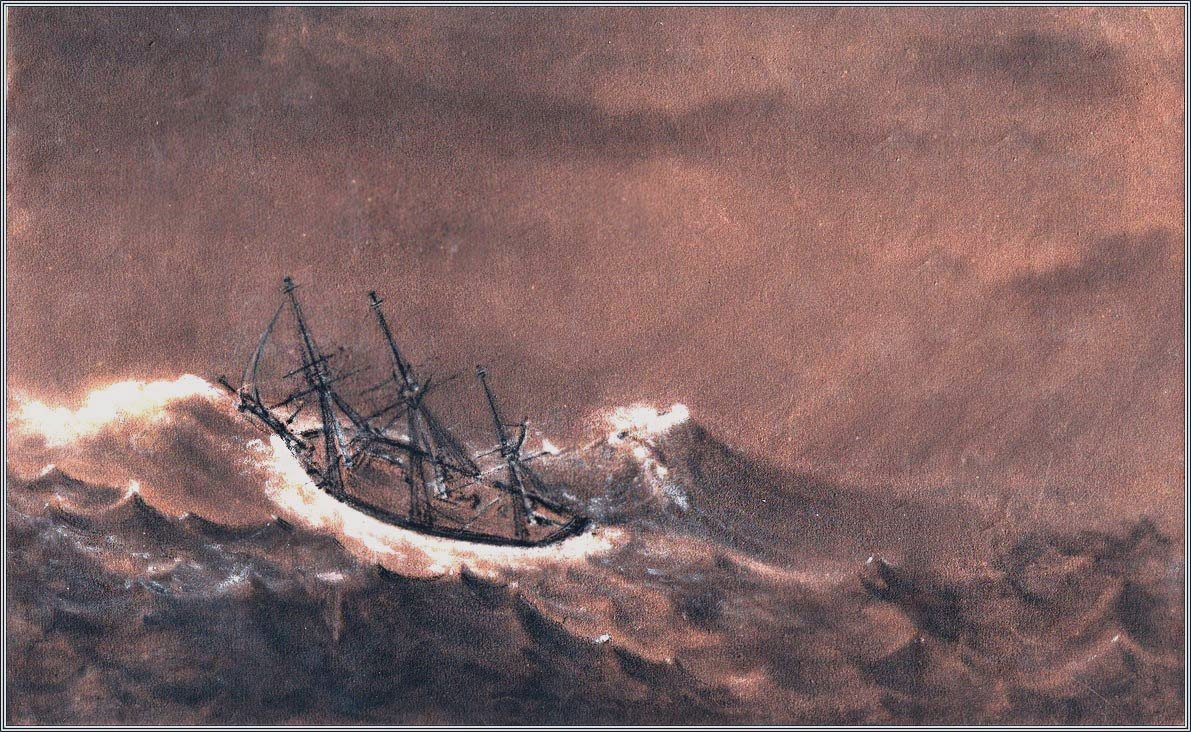
Бартелеми Ловернь. Шторм у берегов Новой Зеландии. Кругосветное плавание на «Астролябии». Поиск следов пропавшей экспедиции Лаперуза, 1829

Бартелеми Ловернь родился в Тулоне 1805 году. Точная дата его рождения неизвестна, однако различные источники называют три наиболее вероятных даты этого события: 1 июня, 4 или 5 июля.
Он происходил из семьи среднего класса. Многие из его родственников имели непосредственное отношение к морскому делу, хотя и занимали преимущественно административные должности в различных морских ведомствах. В отличие от них Бартелеми Ловернь выбирает профессию художника и с 1823 года берет уроки рисования у Пьера Летюэра (Pierre Letuaire), возглавлявшего художественную школу в Тулоне.

### Кругосветное плавание наАстролябии
Его зять, брат Юбер и племянник числились чиновниками разного ранга во французском флоте. Их связи помогли Бартелеми устроиться секретарем к Жюлю Дюмон-Дюрвилю, руководившему вторым кругосветным путешествием 25 апреля 1826 по 24 февраля 1829 на судне «Астролябия» (по названию одно из судов Лаперуза). Одной из целью плаванья был поиск следов пропавшей экспедиции Лаперуза. Кроме секретарских функций Бартелеми выполнял роль рисовальщика. Ему было дано указание выполнять зарисовки всех посещаемых прибрежных районов и островов
Он также проводил зарисовку зоологических образцов. Результатом этой работы стала трёхтомная папка, содержащая около двухсот страниц ценнейшего художественного материала.
Затем последовали ещё два путешествия на корвете «La Favorite» под командованием капитана Лапласа. В период с 1829 по 1832 год Бартелеми Ловернь в статусе официального художника экспедиции посещает Индию, Юго-Восточную Азию, Австралию и Новую Зеландию, пересекает Тихий океан, проплывает вдоль берегов Чили, и Бразилии. Три акватинты австралийской тематики, созданные по его рисункам, были впоследствии включены в Атлас этого путешествия. Они включали вид реки Деруэнт в Земле Ван-Димена, гавани Сиднея и Вуллумулу («Vooloo-moolo») в Порт-Джэксон.

### La Recherche Expedition

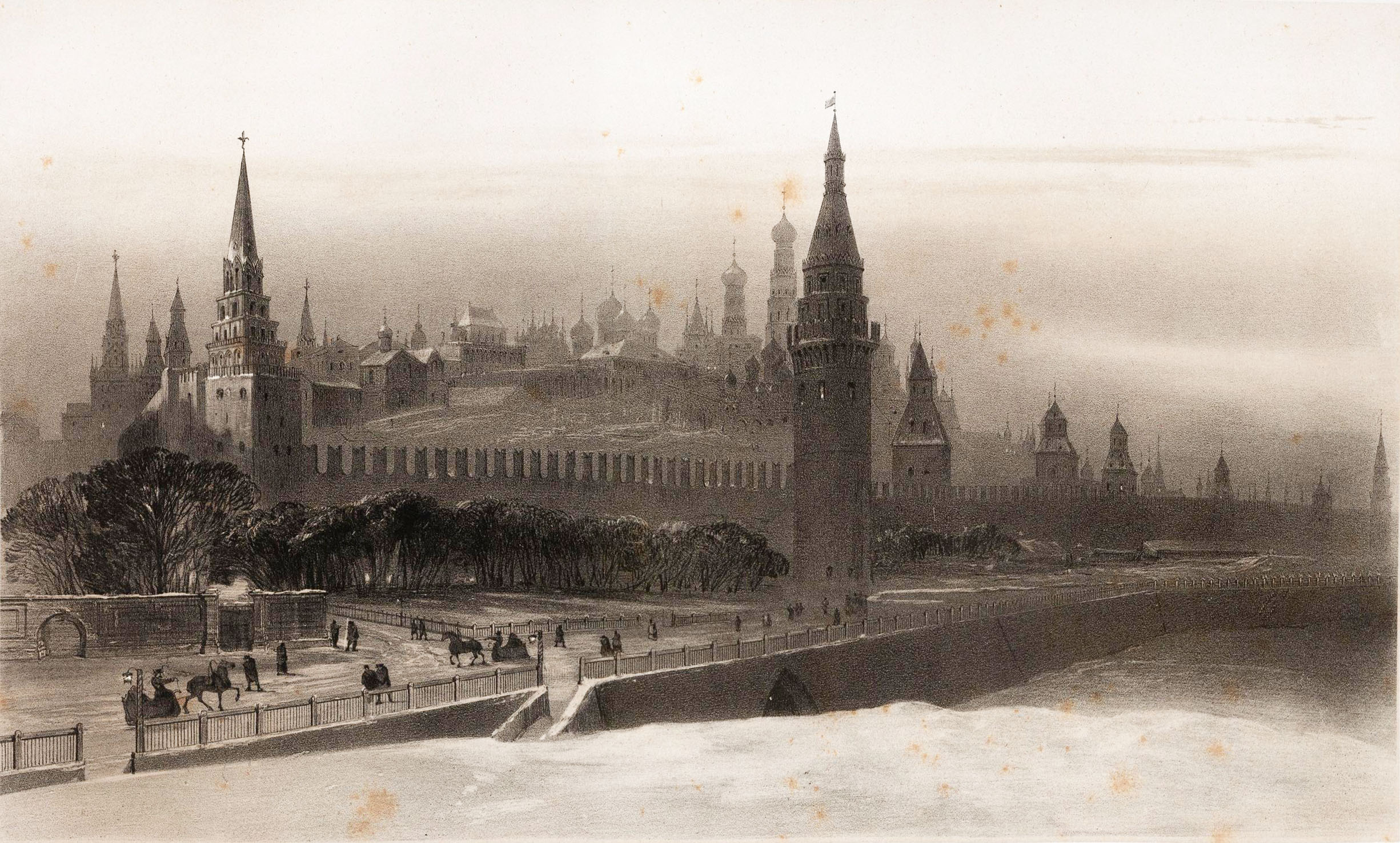
Бартелеми Ловернь, литография с изображением московского Кремля

Во время второй экспедиции по поиску затонувших кораблей Лаперуза Ловернь познакомился с французским хирургом и естествоиспытателем, в последующем членом-корреспондентом Петербургской академии наук Жозефом-Полем Гемаром. В 1838 г. он организует ряд экспедиций в северные регионы Европы, вошедшую в историю под названием La Recherche Expedition. Одной из главных целей исследования было изучение возможностей выживания человека в условиях крайнего севера. Гемар предлагает ему принять участие в экспедиции в качестве рисовальщика. В команде вместе с Бартелеми Ловернь состоял другой известный художник — Франсуа Биар. Их задачей было создание художественных произведений, убеждающих общественность в ценности подобных исследований и открытий. В 1839—1840 гг. экспедиция побывала в Финляндии, России, Германии, Дании и Восточной Европе.
Отчёты об этой экспедиции были собраны в одном издании — «Путешествие в Скандинавию, Лапландию, Финляндию, Шпицберген в 1838, 1839, 1840 гг.» (Voyages en Scandinavie, en Laponie, au Spitzberg et aux Feröe, pendant les années 1838, 1839, 1840). Частью этого сборника является «Исторический и живописный атлас» в трёх томах, представляющий собой собрание литографий, рисунков и зарисовок художников — участников экспедиции. Одним из авторов является Бартелеми Ловернь. Среди литографий сборника — виды регионов России, в том числе изображения Москвы, Можайска, Колоцкого монастыря и др.

### Служба в морском министерстве
Способность подмечать и фиксировать детали на своих изображениях, проявленные Бартелеми Ловернь в экспедиции, не прошли незамеченными в морском военном ведомстве. Благодаря им за художником закрепилась репутация «живого дагерротипа».
С 1841 по 1854 Ловернь живёт в Париже. 1 февраля 1841 года его принимают на службу в морское министерство в департамент картографии, в котором он выполняет служебные зарисовки, занимается копированием и хранением карт и планов, необходимых французскому флоту. Среди наиболее значимых работ того периода — иллюстрации портов на побережье Алжира, выполненные в 1842 году. В 1854 году Ловернь возвращается в родной Тулон. Он создает картину визита «принца-президента», будущего Наполеона III на линейный корабль Napoléon (navire de ligne). Свою государственную карьеру он закончил в Тулоне в 1863 году.

### Творчество

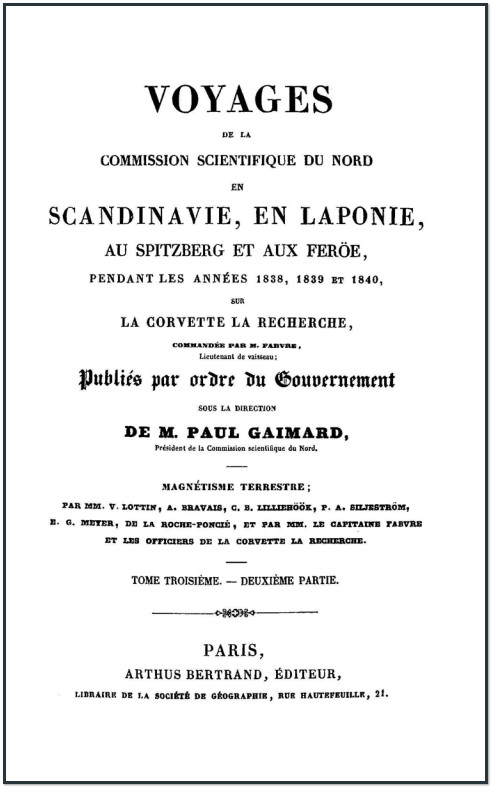
«Путешествие в Скандинавию, Лапландию, Финляндию, Шпицберген в 1838, 1839, 1840 гг.»

Ранние произведения Бартелеми Ловерня — большей частью рисунки, созданные с целью последующей публикации в различных иллюстрированных изданиях. Особый интерес представляют зарисовки во время поисковой операции по обнаружению следов кораблекрушения Лаперуза, часть из которых в настоящее время хранится в австралийских национальных архивах.
Впоследствии он пробовал себя в литографиях, которые создавались как на основе собственных работ, так и работ других художников. Более поздние его произведения выполнены маслом и связаны с морской тематикой; среди них выделяются: The Shipwreck of the Corvette the Astrolabe Commanded by M. de la Pérouse, on the Reefs of the Island of Vanikoro (Парижский салон 1842), View of the Port and Town of Algiers Taken from the roadstead (Парижский салон 1844), View of the Fort of Mers-el-Kébir at Oran (Salon 1848) and Shipwreck at the Entrance to Mers-el-Kébir (1868, Narbonne Museum).
Зарисовки Ловерня во время экспедиции La Recherche Expedition вызвали большой интерес во французской Академии изящных искусств, которая ради этого избрала Специальный комитет для оценки художественной и научной ценности выполненных работ.
Был отмечен огромный объём работы, выполненной Бартелеми Ловернем и Франсуа Биаром. Впоследствии он участвовал в издании ста литографических пластин на основе его собственных рисунков. Созданные литографии были выпущены в нескольких томах. В заслугу Бартелеми Ловерню ставилась быстрота создания эскизов в сложных природных условиях экспедиций при одновременной точности отражения деталей. Литографии, выполненные художником, высоко ценились во французской художественной среде и за её пределами. Они нашли достойную оценку и в России.
С 1838 года Бартелеми Ловернь неоднократно экспонировался в Парижском салоне. В следующем 1839 году к нему приходит творческое признание — он был награждён медалью третьего класса в Салоне и стал кавалером ордена Почётного легиона в 1841 году.
Бартелеми Ловернь умер в Карсесе в 1871 году, по другим источникам в 1874 году.

## Работы в музеях
- Musée d’art de Toulon : La vieille darse de toulon et Navire à voile et à vapeur.
- Musée d’art et d’histoire de Narbonne : Naufrage à l’entrée de Mers-el-Kébir.
- Музей Фабра.

## Галерея работ

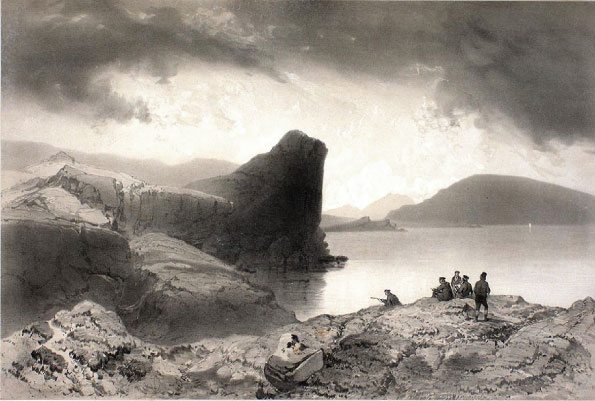
Хойвуйк, Фарерские острова
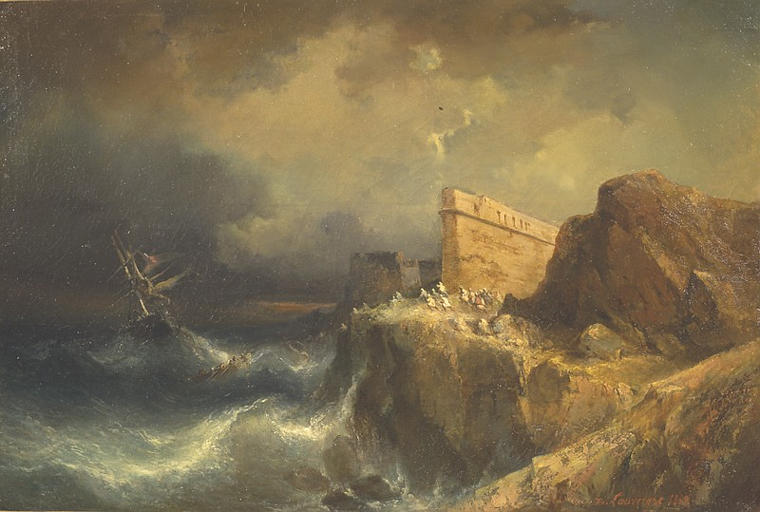
Крушение на Мерс-эль-Кебир, Musée d'art et d'histoire de Narbonne
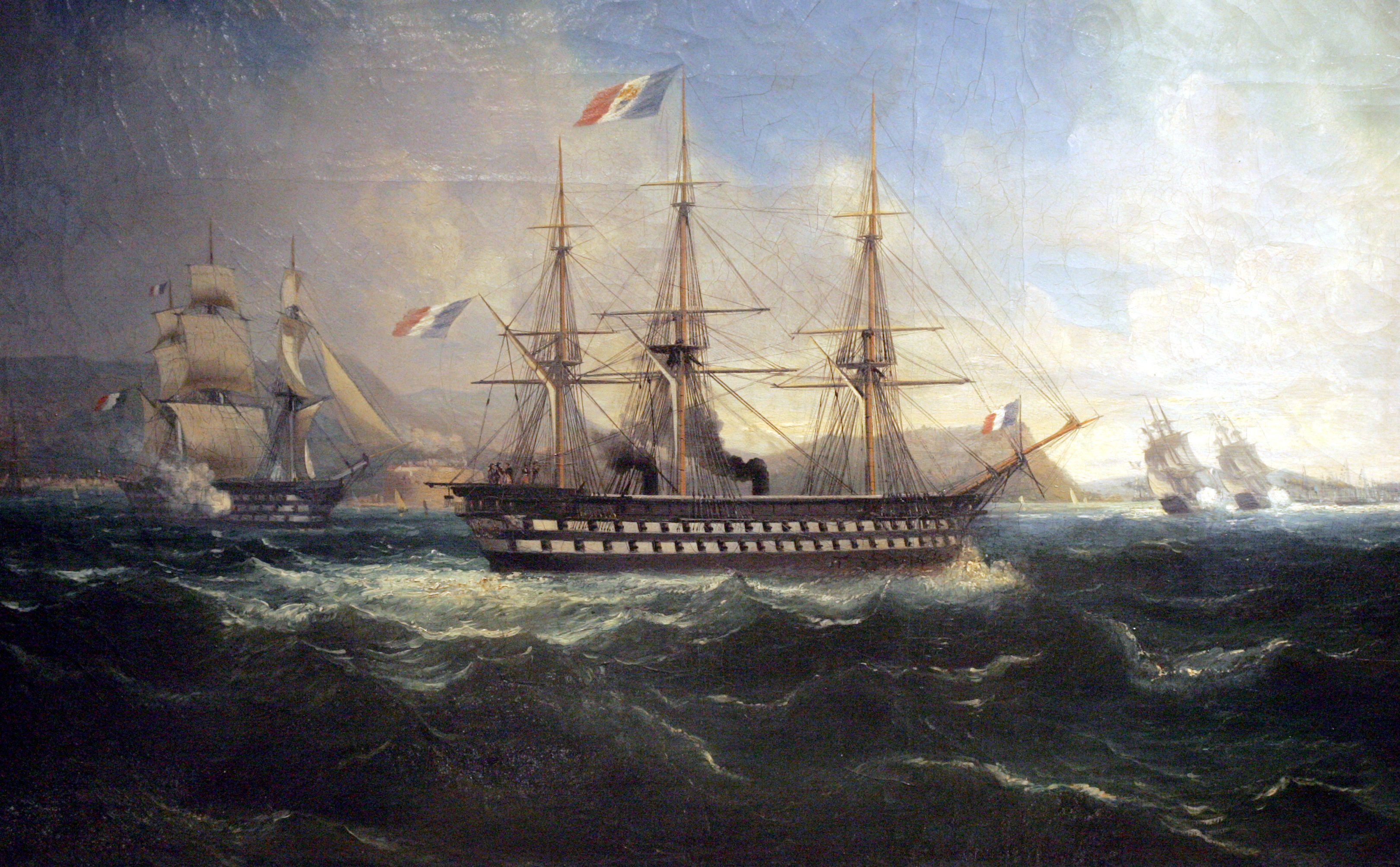
Прибытие Наполеона III в Тулон в 1852 году на корабле «Наполеон»
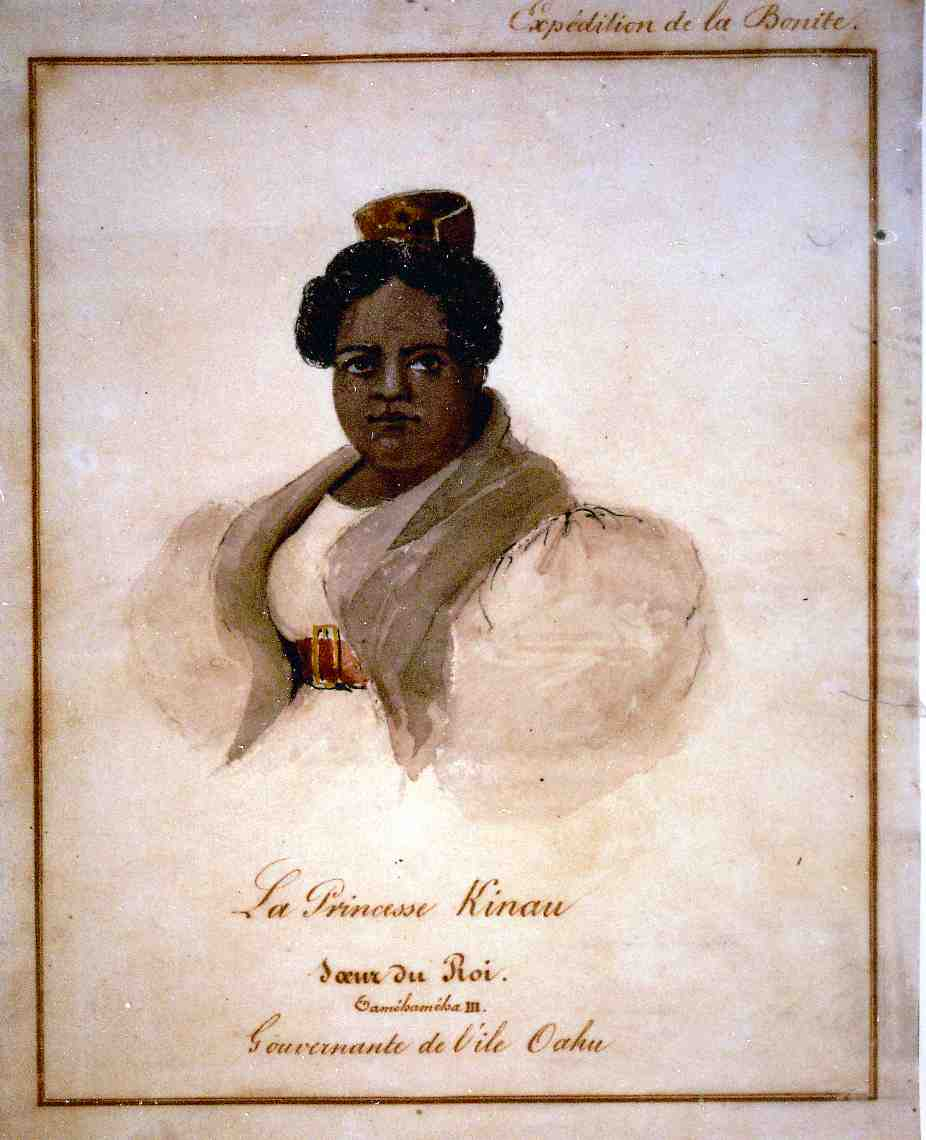
Принцесса Kinau